# Libellula angelina
Libellula angelina é uma espécie de libelinha da família Libellulidae.
Pode ser encontrada nos seguintes países: China, Japão, Coreia do Norte e Coreia do Sul.
Os seus habitats naturais são: lagos de água doce intermitentes e marismas intermitentes de água doce.
Está ameaçada por perda de habitat.